# Friedrichshafen FF 33
Friedrichshafen FF 33 var et tysk to-sædet en-motoret rekognosceringsfly bygget som et biplan-søfly til flyverafdelingen af den tyske Kaiserliche Marine ('Marine-Fliegerabteilung'). Flyet havde åbent cockpit og var tegnet og fremstillet af den tyske flyproducent Flugzeugbau Friedrichshafen. Flyet blev taget i brug i 1914 og blev fremstillet i en række varianter, herunder nogle med maskingeværer monteret samt mulighed for at medføre bomber.
Flytypen blev primært anvendt af Kaiserliche Marine, men blev også benyttet af Bulgarien, den nederlandske flåde, den polske flåde, det finske luftvåben og af den svenske flåde og luftvåben. Flyet blev videreudviklet til Friedrichshafen FF 39, Friedrichshafen FF 49 (benyttet af bl.a. Marinens Flyvevæsen) og Friedrichshafen FF 59.
Den sidste tyskfremstillede FF 33 blev fremstillet i september 1916.

## Varianter
FF 33
Første produktionsmodel. I denne sad observatøren foran piloten. Flyet blev drevet af en Mercedes D.II-motor. Der blev bygget seks eksemplarer af denne første type.
FF 33 B
I FF 33 B sad piloten forrest som i alle senere modeller. 33B var udstyret med et maskingevær, der blev betjent af observatøren. Flyet drevet af en 160 hk Maybach-stempelmotor. Fem fly blev fremstillet.
FF 33 E
Ubevæbnet rekognosceringsfly drevet af en Benz Bz.III-motor. Der var installeret radio. Ca. 180 blev bygget.
FF 33 F
Videreudvikling af 33 E, bevæbnet med fremadskydende maskingevær betjent af piloten og med kortere todelte vinger og kortere skrog. Fem bygget.
FF 33 H
Videreudvikling af FF F, bedre aerodynamiske egenskaber m.v. Omkring 50 bygget.
FF 33 J
Videreudvikling af FF 33 E med både radiosender og -modtager.
FF 33 L
Den mest fremstillede bevæbnede variant. Aerodynamiske forbedringer og fastmonteret fremadskydende maskingevær. Omkring 130 bygget.
FF 33 S
Træningsfly

## Brugere
BulgarienDen Kejserlige Marine udstationerede under 1. verdenskrig i 1916 fire FF 33 E og fire FF 33 L ved den tyske flådebase Pejnerdjik nær Varna ved Sortehavet. Disse fly blev overdraget til den bulgarske flåde i juni 1918 efter den tyske fredsslutning på østfronten ved Brest-Litovsk-freden. De blev efter krigen destrueret i 1920 efter ordre fra den allierede kontrolkommission i henhold til betingelserne i Versailles-freden.
 FinlandDet finske luftvåben købte to FF.33 E'ere fra Tyskland i februar 1918 og yderligere et eksemplar fra den tyske marine i Estland den 26. november 1918. Flyene var i finsk tjeneste mellem 1918 and 1923.
 HollandTo FF-33J/S fly blev interneret i Holland efter nødlandinger den 6. og 7. august 1917. Den første, interneret i Ameland, kom ind i flådens luftvåben den 21. august 1917. Flyet blev i juli 1918 sejlet til Ostindien, hvor hun foretog sin jomfruflyvning i 1919 og blev taget ud af drift i 1925. Den anden, interneret nær Texel, blev overtaget af flåden den 1. oktober 1917 og blev taget ud af drift den 3. oktober 1919 efter en hård landing. Et andet FF-33L fly blev interneret den 24. september 1917 efter en nødlanding ud for Vlissingen og blev taget i tjeneste den 26. marts 1918; datoen for skrotningen er ukendt. Efter krigens afslutning bestilte den nederlandske flåde 18 FF-33L'ere fra Flugzeugbau Friedrichshafen GmbH. De blev modtaget mellem 17. april og august 1919 og blev benyttet af kystvagten indtil 1925, hvor det sidste fly blev taget ud af drift.
 PolenDen polske flåde anskaffede i 1920 tre fly: FF.33E, FF.33H, FF.33L. FF-33L blev erhvervet af flåden i september 1920 i Danzig og blev brugt som et let bombefly indtil 1921, da det styrtede ned under landing i den Østersøen. FF-33E (bygget i 1917) blev købt i august 1920 i Gdańsk. Den blev den første søfly, der blev leveret til den polske søflybase i Puck den 20. august 1920. Den blev tilknyttet flådens patrulje- og kampgruppe og blev brugt i denne rolle indtil slutningen af 1923, hvor den blev ombygget til træningsfly uden vinger. Flyet var i tjeneste indtil september 1925. En demonteret FF-33H forladt af tyskerne på flådebasen i Puck. Flyet blev samlet af polakkerne i juni-juli 1920, og flyet blev herefter taget i brug som træningsfly. Flyet blev dog hurtigt taget ud af tjeneste grundet flyets usikre flyveegenskaber. Der blev købt en FF-33L vandflyver i august 1920 fra ingeniør Utgoffs firma i Gdańsk. Flyet blev benyttet som et let bombefly. Flyet blev brugt ganske intensivt indtil oktober 1921, da det under en patruljeflyvning til Gdańsk sank efter en nødlanding i et stormfuldt hav.
 SverigeDen svenske flåde købte i april 1918 tre FF 33E'ere og to FF 33L'ere. Flyene var uden bevæbning og blev leveret i september 1918. En 33L styrtede ned kort efter leveringen og den anden 33L gik til grunde i en brand på flådens skibsværft i Stockholm i 1921. Flåden byggede herefter to nye FF33L'ere tillige med tre nye eksemplarer af 33E'erne. Da den svenske luftvåben blev oprettet i 1926, var der kun 4 ud af de 10 FF 33'ere tilbage: to FF 33L og to FF 33E. Flyene blev overtaget af flyvevåbnet og blev brugt som træningsfly. Alle fire fly blev betegnet som type Sk 2. To fly styrtede ned i 1927, og de to resterende blev taget ud af tjeneste i 1929 som forældende.
 Tyske KejserrigeFF 33 blev benyttet i stor stil i Kaiserliche Marine, der rådede over flere hundrede fly af typen. De fleste var baseret på landstationer i Nordsøen og nogle på baserne i Østersøen. Nogle var om bord på skibe. De tjente også på østrigske baser i Middelhavet og osmanniske, bulgarske og rumænske baser ved Sortehavet.